# Pokémon FireRed i LeafGreen
Pokémon FireRed i LeafGreen poboljšane su inačice prvotnih Pokémon Green i Pokémon Red videoigara, od kojih je prethodna u prodaju puštena samo u Japanu. Razvila ih je tvrtka Game Freak, a izdala tvrtka Nintendo za Game Boy Advance dlanovnu konzolu. U Japanu su u prodaju puštene u siječnju 2004. godine, a u Sjevernoj Americi i Europi u rujnu i listopadu iste godine. Ove igre, uz Pokémon Ruby, Pokémon Sapphire i Pokémon Emerald inačice, sačinjavaju treću generaciju Pokémon videoigara.
Kao poboljšane inačice igara prve generacije, FireRed i LeafGreen sadrže prvotna 151 Pokémona iz originalnih Game Boy igara, uz brojne ostale iz narednih generacija. Ova osobina omogućuje hvatanje svih Pokémona po prvi put u novijim igrama, jer su Game Boy i Game Boy Color igre nekompatibilne s Game Boy Advance igrama. 
Pokémon FireRed i LeafGreen inačice još su jednom smještene u izmišljenoj regiji Kanto, prateći napredak središnjeg lika, Reda i Green, u njegovom ili njenom naumu da postane majstor ili majstorica Pokémon borbi. Dvije su igre neovisne jedna o drugoj, no održavaju gotovo jednak zaplet te, iako se mogu igrati zasebno, igrač je primoran vršiti razmjenu među njima kako bi mogao u potpunosti ispuniti Pokédex.

## Smještaj i zaplet
Pokémon FireRed i LeafGreen odvijaju se u Kantu, izmišljenoj regiji nazvanoj i osmišljenoj na temelju Kantō regije Japana. Ovo je nezavisna regija od brojnih kasnijih regija koje su se pojavile s napretkom igara. Regija uključuje osam velegradova i dva grada, uz različita zemljopisna mjesta i Staze koje međusobno povezuju sva mjesta. Neka su područja unutar igre pristupačna samo nakon što igrač nauči posebnu sposobnost ili dobije poseban predmet; primjerice, igrač mora dobiti Skrivenu tehniku (HM) Surfanja (Surf), koja igraču dopušta da surfa na određenom Pokémonu preko mora, kako bi došao do otoka Cinnabar.
Glavni protagonist igara Pokémon FireRed i LeafGreen kojim igrač upravlja (imena Red ili Green, ovisno o spolu igrača) mladi je trener koji živi u gradu Palletu. Na početku igre, igrač odabire jednog od triju početnih Pokémona (Bulbasaur, Squirtle ili Charmander) od profesora Oaka. Oakov unuk, igračev protivnik, također postaje Pokémon trener, i borit će se s igračem na određenim dijelovima unutar igre.
Glavni cilj igre jest postati najbolji Pokémon trener Kanto regije, što igrač postiže odgajanjem Pokémona, poražavanjem osmero Vođa dvorana te izazivanjem i pobjeđivanjem Elitne četvorke i Šampiona Kanto regije. Također, igrač se kroz igru mora boriti protiv sila Tima Raketa, zločinačke organizacije koja zlostavlja Pokémone, i njihovog vođe, Giovannija.
Pri kraju zapleta igre, igrač je u mogućnosti doći do Sevii otoka, koji predstavljaju novu regiju nedostupnu u Red i Blue inačicama. Sastoji se od arhipelaga koji sadrži sedam otoka koji uključuju Pokémone dostupne samo u Johto regiji. Ovi otoci sadržavaju manji zaplet koji igrač mora razrješiti i sakupiti određene materijale kako bi dobio pristup razmjeni između igara treće generacije; inačica Pokémon Ruby i Sapphire.

### Novi sadržaji
FireRed i LeafGreen nisu u potpunosti nove inačice starijih igara na kojima su temeljene. Mnogi stari sadržaji održani su u igrama, no dodani su novi sadržaji. Dodan je novi sadržaj, "Pomoć" (Help), koji omogućuje igraču da potraži brojne informacije u gotovo svakom dijelu igre. Prije nastavljanja spremljene igre, igraču su prikazana četiri važnija događaja prije spremanja igre. Ova opcija dopušta igračima da se prisjete što su činili (primjerice, pronašli novi predmet, ili uhvatili novog Pokémona).
FireRed i LeafGreen dodatno poboljšavaju mehaniku igre. Igrač sada može koristiti predmet imena VS Seeker, koji mu dopušta da se ponovo bori protiv NPC trenera koje je već pobijedio. Ipak, naprava ne djeluje na Vođe dvorana te u pećinama i spiljama. Uz Tehničke uređaje (TM) koje igrač pronalazi tijekom igre, dodani su novi NPC likovi (Move Tutors) koji igračevog Pokémona uče tehikama koje nisu dostupne u uobičajenom setu Tehničkih uređaja. 
Novi sadržaj u Pokémon FireRed i LeafGreen inačicama predstavlja i arhipelag otoka znanog pod imenom Sevii otoci, koji uključuju Pokémone, predmete i događaje povezane uz Johto i Hoenn regije.
Ove su dvije igre kompatibilne s ostalim Game Boy Advance i GameCube Pokémon RPG igrama, uključujući Ruby, Sapphire i Emerald inačice, te Pokémon Colosseum i Pokémon XD: Gale of Darkness. Ovu osobinu igrač otključava prelaskom čitave igre i izvršavanjem određenih izazova.

## Prihvat igre
Zbog dodatka novih sadržaja nedostupnih u starijim inačicama te poboljšanjem grafike, igre su jako dobro primljene. Od 31. ožujka 2008. godine, prodano je više od 11.82 milijuna kopija diljem svijeta.